# Данило Галинари
Данило Галинари (итал. Danilo Gallinari; Сант'Анђело Лодиђано, 8. август 1988) италијански је кошаркаш. Игра на позицијима крилног центра и крила, а тренутно наступа за Вакерос де Бајамон.

## Успеси

### Репрезентативни
- Европско првенство до 18 година:  2005.
- Европско првенство до 20 година:  2007.

### Појединачни
- Звезда у успону Евролиге (1): 2007/08.
- Најкориснији играч Првенства Италије (1): 2007/08.